# میشل آرکاری
میشل آرکاری (انگلیسی: Michele Arcari؛ زادهٔ ۲۷ ژوئن ۱۹۷۸) بازیکن فوتبال اهل ایتالیا است.
از باشگاه‌هایی که در آن بازی کرده‌است می‌توان به باشگاه فوتبال کرمونزه، باشگاه فوتبال ارورا پرو پاتریا ۱۹۱۹، و باشگاه فوتبال برشا اشاره کرد.